# Lobelia kundelungensis
Lobelia kundelungensis är en klockväxtart som beskrevs av Mats Thulin. Lobelia kundelungensis ingår i släktet lobelior, och familjen klockväxter.
Artens utbredningsområde är Kongo-Kinshasa. Inga underarter finns listade i Catalogue of Life.